# Peter Handke
Peter Handke (ur. 6 grudnia 1942 w Griffen w Austrii) – austriacki pisarz i tłumacz, laureat Nagrody Nobla w dziedzinie literatury za 2019 rok. Jeden z najbardziej rozpoznawalnych austriackich pisarzy.

## Życiorys
W latach 1944–1948 Peter Handke mieszkał wraz z matką (Słowenką z Karyntii) w Berlinie, potem przeprowadzili się z powrotem do Griffen. Pogłębiający się alkoholizm ojczyma Adolfa Brunona Handkego, berlińskiego tramwajarza, i zaściankowość prowincjonalnego Griffen były źródłem późniejszego buntu przeciwko panującym ograniczeniom i zwyczajom.
Mając dwanaście lat, w 1954 trafił do internatu dla chłopców katolicko-humanistycznego gimnazjum Tanzenberg. W tym okresie opublikował swoje pierwsze teksty, w czasopiśmie „Pochodnia” redagowanym przez mieszkańców bursy. Od 1959 uczył się w Klagenfurcie, zdał tam w 1961 maturę. W tymże roku rozpoczął studia prawnicze w Graz. Pierwsze sukcesy literackie sprawiły, że przyłączył się do „Forum Stadtpark”, grupy z Grazu; w 1965 porzucił studia, by całkowicie poświęcić się pisarstwu.
Zdobył sławę, gdy w 1966 roku w Princeton podczas spotkania Grupy 47, wpływowego w latach 50. forum dyskusyjnego niemieckich pisarzy i krytyków, zaatakował zebranych za opisywactwo i zbiorowo wyzwał znanych kolegów po piórze od „impotentów”.
Debiutował w 1966 krótką powieścią Szerszenie. Sztuka Publiczność zwymyślana, wydana w tym samym roku, przyniosła mu szeroki rozgłos. Był członkiem założycielem frankfurckiego wydawnictwa Verlag der Autoren w 1969 roku i w latach 1973–1977 członkiem Stowarzyszenia Autorów w Graz. W latach 80. podróżował m.in. po Alasce, Japonii i Jugosławii. Wydana w 1996 roku jako relacja z podróży Podróż zimowa nad Dunaj, Sawę, Morawę i Drinę albo sprawiedliwość dla Serbii (Eine winterliche Reise zu den Flüssen Donau, Save, Morawa und Drina oder Gerechtigkeit für Serbien), w której również Serbowie przedstawieni są jako ofiary wojny domowej, wywołała i wywołuje do dziś liczne kontrowersje. W 2005 roku postawiony przed trybunałem ONZ w Hadze były serbski prezydent, Slobodan Milošević, powołał Handkego jako świadka obrony. Pisarz odmówił, niemniej napisał esej Die Tablas von Daimiel, którego podtytuł brzmi Zakamuflowana wypowiedź świadka w procesie przeciwko Slobodanowi Miloševićowi.
Handke po pobycie w Graz mieszkał w Düsseldorfie i Berlinie, potem w Kronbergu, w USA (1978–1979), Salzburgu (1979–1988), a od 1991 w Chaville pod Paryżem (Francja), a okresowo także w Salzburgu. 
Ma dorosłą córkę (Amina Handke, ukończyła studia malarskie i w zakresie sztuki medialnej), w l. 2001–2006 był związany z niemiecką aktorką Katją Flint.
Zasiadał w jury konkursu głównego na 42. MFF w Cannes (1989).
W 2012 Peterowi Handkemu poświęcona została sesja krytyczno-literacka, zorganizowana we Wrocławiu z okazji 70. urodzin pisarza przez Instytut Filologii Germańskiej UWr oraz Bibliotekę Austriacką we Wrocławiu, na której zaprezentowano referaty badaczy literatury z sześciu polskich uczelni wyższych m.in. Norbert Honsza, Edward Białek, Eugeniusz Tomiczek, Irena Światłowska-Prędota. Prof. Jacek Rzeszotnik wystąpił wówczas z referatem Gdyby trzymał gębę na kłódkę, miałby szansę na Nobla. Peter Handke vs media.
10 października 2019 roku Akademia Szwedzka przyznała mu Nagrodę Nobla w dziedzinie literatury.

## Wyróżnienia i nagrody
- 1967 – Nagroda im. Gerharta Hauptmanna
- 1972 – Nagroda im. Schillera miasta Mannheim
- 1973 – Nagroda im. Georga Büchnera[1]
- 1978 – Nagroda im. Georges’a Sadoula
- 1985 – Nagroda literacka Salzburga
- 1987 – Nagroda Vilenica
- 1995 – Nagroda im. Schillera
- 2004 – Nagroda im. Siegfrieda Unselda
- 2009 – Nagroda Franza Kafki[12][13]
- 2014 – Międzynarodowa Nagroda im. Ibsena[14]
- 2019 – Nagroda Nobla w dziedzinie literatury
- 2024 – Wielka Złota Odznaka Honorowa na Wstędze Odznaki Honorowej za Zasługi dla Republiki Austrii[15]

## Twórczość
- Szerszenie (Die Hornissen) – powieść, 1966
- Publiczność zwymyślana (Publikumsbeschimpfung und andere Sprechstücke) – dramat, prawykonanie reż. Claus Peymann, 1966
- Powitanie rady nadzorczej (Begrüßung des Aufsichtsrates), 1967
- Der Hausierer, 1967
- Kaspar (Kaspar), 1967
- Deutsche Gedichte, 1969
- Świat wewnętrzny świata zewnętrznego świata wewnętrznego (Die Innenwelt der Außenwelt der Innenwelt), 1969.
- Prosa, Gedichte, Theaterstücke, Hörspiele, Aufsätze, 1969
- Terminator. Sztuka bez słów (Das Mündel will Vormund sein) – dramat, reż. Claus Peymann, Theater am Turm, 1969
- Strach bramkarza przed jedenastką (Die Angst des Tormanns beim Elfmeter) – scenariusz, 1970, zekranizowany przez Wima Wendersa, ORF, WDR, 1972
- Geschichten aus dem Wienerwald von Ödön von Horváth – streszczenie, 1970
- Wind und Meer. Vier Hörspiele, 1970
- Chronik der laufenden Ereignisse, 1971
- Konno przez Jezioro Bodeńskie (Der Ritt über den Bodensee), 1971
- Krótki list na długie pożegnanie (Der kurze Brief zum langen Abschied), 1972
- Ich bin ein Bewohner des Elfenbeinturms, 1972
- Stücke 1, 1972
- Pełnia nieszczęścia (Wunschloses Unglück), 1972
- Die Unvernünftigen sterben aus – dramat, 1973, reż. Horst Zankl, Zurych: Theater am Neumarkt, 1974
- Stücke 2, 1973
- Als das Wünschen noch geholfen hat. Gedichte, Aufsätze, Texte, Fotos, 1974
- Der Rand der Wörter. Erzählungen, Gedichte, Stücke, 1975
- Godzina prawdziwych odczuć (Die Stunde der wahren Empfindung), 1975
- Fałszywy ruch (Falsche Bewegung), 1975
- Leworęczna kobieta (Die linkshändige Frau), 1976, ekranizacja 1977
- Das Ende des Flanierens. Gedichte, 1977
- Das Gewicht der Welt. Ein Journal, 1977
- Langsame Heimkehr, 1979
- Die Lehre der Sainte-Victoire, 1980
- Über die Dörfer, 1981
- Kindergeschichte, 1981
- Die Geschichte des Bleistifts, 1982
- Der Chinese des Schmerzes, 1983
- Phantasien der Wiederholung, 1983
- Die Wiederholung, 1986
- Niebo nad Berlinem (Der Himmel über Berlin), wraz z Wimem Wendersem, 1987
- Die Abwesenheit. Ein Märchen, 1987, ekranizacja w reżyserii autora 1992
- Gedichte, 1987
- Popołudnie pisarza (Nachmittag eines Schriftstellers), 1987
- Das Spiel vom Fragen oder Die Reise zum sonoren Land, 1989
- Esej o zmęczeniu (Versuch über die Müdigkeit), 1989
- Noch einmal für Thukydides, 1990
- Versuch über die Jukebox, 1990
- Pożegnanie marzyciela z Dziewiątym Krajem. Rzeczywistość, która przeminęła: wspomnienie o Słowenii (Abschied des Träumers vom Neunten Land), 1991
- „Esej o dobrze spędzonym dniu (Versuch über den geglückten Tag. Ein Wintertagtraum), 1991
- Godzina, w której nie wiedzieliśmy nic o sobie nawzajem (Die Stunde, da wir nichts voneinander wußten. Ein Schauspiel), 1992, prapremiera w reż. Clausa Peymanna, Wiedeń, Burgtheater, 1992
- Die Theaterstücke, 1992
- Drei Versuche. Versuch über die Müdigkeit. Versuch über die Jukebox. Versuch über den geglückten Tag, 1992
- Langsam im Schatten. Gesammelte Verzettelungen 1980-1992, 1992
- Die Kunst des Fragens, 1994
- Mój rok w zatoce niczyjej (Mein Jahr in der Niemandsbucht. Ein Märchen aus den neuen Zeiten), 1994
- Podróż zimowa nad Dunaj, Sawę, Morawę i Drinę albo sprawiedliwość dla Serbii (Eine winterliche Reise zu den Flüssen Donau, Save, Morawa und Drina oder Gerechtigkeit für Serbien), 1996
- Sommerlicher Nachtrag zu einer winterlichen Reise, 1996
- Zurüstungen für die Unsterblichkeit. Königsdrama – dramat, reż. Claus Peymann, Wiedeń, Burgtheater, 1997
- Pewnej ciemnej nocy wyszedłem z mojego cichego domu (In einer dunklen Nacht ging ich aus meinem stillen Haus), 1997
- Am Felsfenster morgens. Und andere Ortszeiten 1982-1987, 1998
- Ein Wortland. Eine Reise durch Kärnten, Slowenien, Friaul, Istrien und Dalmatien wraz z Liesl Ponger, 1998
- Podróż w czółnie albo scenariusz do filmu o wojnie (Die Fahrt im Einbaum oder Das Stück zum Film vom Krieg) – dramat, 1999, prapramiera w Wiedniu
- Lucie im Wald mit den Dingsda. Mit 11 Skizzen des Autors, 1999
- Unter Tränen fragend. Nachträgliche Aufzeichnungen von zwei Jugoslawien-Durchquerungen im Krieg, März und April 1999, 2000
- Der Bildverlust oder Durch die Sierra de Gredos, 2002
- Mündliches und Schriftliches. Zu Büchern, Bildern und Filmen 1992–2000, 2002
- Untertagblues. Ein Stationendrama, 2003
- Sophokles: Ödipus auf Kolonos, 2003, przekład
- Don Juan: Sam o sobie opowiada (Don Juan (erzählt von ihm selbst)), 2004
- Die Tablas von Daimel, 2005
- Gestern unterwegs, 2005
- Die morawische Nacht, 2008

## Przekłady
Handke tłumaczył dzieła następujących autorów: Adonis, Ajschylos, Dimitri T. Analis, Bruno Bayen, Emmanuel Bove, René Char, Jean Genet, Georges-Arthur Goldschmidt, Julien Green, Gustav Januš, Patrick Modiano, Florjan Lipuš, Walker Percy, Francis Ponge, William Szekspir, Sofokles